# Campionati europei di ginnastica ritmica 2010
I Campionati europei di ginnastica ritmica 2010 sono stati la 26ª edizione della competizione continentale. Si sono svolti a Brema, in Germania, dal 16 al 18 aprile 2010.

## Podi
| Evento                        | Oro                 | Argento           | Bronzo                   |
| ----------------------------- | ------------------- | ----------------- | ------------------------ |
| Senior                        |                     |                   |                          |
| Concorso generale individuale | Evgenija Kanayeva   | Dar'ja Kondakova  | Aliya Garayeva           |
| Concorso generale a squadre   | Russia              | Italia            | Bielorussia              |
| 5 palle                       | Russia              | Bielorussia       | Italia                   |
| 3 nastri e 2 corde            | Russia              | Italia            | Bielorussia              |
| Junior                        |                     |                   |                          |
| Concorso generale a squadre   | Russia              | Bielorussia       | Germania                 |
| Corda                         | Alexandra Merkulova | Arina Charopa     | Viktoriia Shynkarenko    |
| Cerchio                       | Valeria Tkachenko   | Nataliya Leshchyk | Jana Berezko-Marggrander |
| Palla                         | Alexandra Merkulova | Lala Yusifova     | Jana Berezko-Marggrander |
| Nastro                        | Valeria Tkachenko   | Arina Charopa     | Oleksandra Gridasova     |

## Medagliere
| Pos.   | Paese       | Oro | Argento | Bronzo | Totale |
| ------ | ----------- | --- | ------- | ------ | ------ |
| 1      | Russia      | 9   | 1       | 0      | 10     |
| 2      | Bielorussia | 0   | 6       | 1      | 7      |
| 3      | Italia      | 0   | 2       | 1      | 3      |
| 4      | Azerbaigian | 0   | 1       | 1      | 2      |
| 5      | Germania    | 0   | 0       | 3      | 3      |
| 6      | Ucraina     | 0   | 0       | 2      | 2      |
| Totale | Totale      | 9   | 9       | 9      | 27     |